# Menara (Spiel)
Menara, abgeleitet vom malayischen Wort für „Turm“, ist ein kooperatives Familienspiel von Oliver Richtberg. Das Bau- und Geschicklichkeitsspiel erschien 2018 beim Zoch Verlag, im Jahr 2020 wurde es beim Niederländischen Spielepreis nominiert. Im Spiel müssen die Mitspieler in der Rolle von Archäologen gemeinsam nach Vorgaben einen mehrstöckigen Tempel aufbauen, ohne dass dieser in sich zusammenfällt.

## Thema und Ausstattung
Bei Menara handelt es sich um ein kooperatives Geschicklichkeitsspiel, bei dem die Mitspieler ähnlich wie bei Villa Paletti nach spezifischen Vorgaben einen Turm aus mehreren Plattformen und Säulen bauen müssen. Sie übernehmen dabei die Rolle von Forschern, die im Urwald eine historische Tempelanlage rekonstruieren.
Das Spielmaterial besteht aus 18 unterschiedlich geformten Plattformen mit jeweils einer hellen und einer dunklen Seite, 76 farbigen Holzsäulen in fünf Farben, einem Stoffbeutel, einem Ständer („Camp“), 35 Bauplankarten in drei Farben mit unterschiedlichen Schwierigkeitsgraden und fünf Etagenkarten.

## Spielweise
Vor dem Spiel werden alle farbigen Holzsäulen in den Stoffbeutel gefüllt, danach werden sechs Säulen zufällig gezogen und in das Camp gestellt. Zudem zieht jeder Mitspieler anhängig von der Spieleranzahl und dem zu spielenden Schwierigkeitsgrad vier bis acht Säulen und legt diese vor sich ab. Die 18 Tempelböden werden gemischt auf einen Haufen gelegt, die obersten drei Böden bilden die Tempelbasis und werden entsprechend in die Tischmitte gelegt. Neben die Tempelbasis werden abhängig vom gewählten Schwierigkeitsgrad drei bis fünf Etagenkarten ausgelegt, die die Zielhöhe des Tempels bestimmen. Die Bauplankarten werden sortiert und gemischt, sie werden in drei Ziehstapeln verdeckt nebeneinander ausgelegt.
Das Spiel wird im Uhrzeigersinn gespielt. Beginnend mit einem Startspieler führen die Mitspieler jeweils einen Zug aus, wobei sie sich untereinander absprechen dürfen. Zu Beginn des Zuges darf der aktive Spieler eine beliebige Anzahl seiner Säulen mit denen im Camp austauschen. Danach deckt der Spieler eine Bauplankarte beliebiger Farbe auf und muss die darauf abgebildete Aufgabe erfüllen. Dabei muss er entsprechend eine bis drei Säulen beliebig oder auf einer gemeinsamen Plattform aufstellen, eine Plattform vollständig füllen oder Säulen oder Plattformen aus einer Ebene in eine andere legen. Bei allen Bauaufgaben müssen Säulen auf die farbig passenden Bauplätze platziert werden. Immer, wenn ein Spieler die letzte fehlende Säule für eine Plattform aufstellt, muss er einen neuen Tempelboden einbauen. Dabei kann er diesen entweder nutzen, um die Tempelbasis zu erweitern, oder er kann sie auf mehrere Säulen platzieren, um eine höhere Ebene einzubauen. Die erledigten Bauplankarten kommen auf einen Ablagestapel, zuletzt zieht der Spieler so viele Säulen nach, wie er genutzt hat.
Gelingt es einem Spieler nicht, eine gezogene Bauplankarte zu erfüllen, wird diese neben die Etagenkarten gelegt und erhöht so die Anzahl der geforderten Tempelebenen. Dies geschieht, wenn er sie aufgrund fehlender Säulen in den benötigten Farben nicht erfüllen kann oder wenn er Säulen nicht platzieren kann, ohne den Turm zum Einsturz zu bringen. Auch wenn ein Spieler einen neuen Tempelboden anbaut, wird seine Bauplankarte zu einer weiteren Etagenkarte. Immer, wenn ein Spieler eine Etage zu den Etagenkarten zufügt, darf er das Camp mit neuen Säulen bestücken.
Das Spiel endet sofort, wenn der Tempel einstürzt. Es endet zudem, wenn entweder ein Spieler nach seinem Zug nicht mehr genügend Säulen nachziehen kann, die letzte Bauplankarte genutzt wurde oder der letzte Tempelboden platziert wurde. In diesen Fällen gewinnen die Spieler, wenn die Anzahl der Etagen ohne den Tempelboden mindestens so hoch ist wie die Anzahl der Etagenkarten. Gelingt dies den Spielern nicht, verlieren sie das Spiel.

## Erweiterungen
Bereits 2018 wurde Menara durch mehrere Mini-Erweiterungen ergänzt. So wurden die Goldenen Säulen von Menara als Give-Away auf den Internationalen Spieltagen SPIEL '18 verteilt. Sie bestehen aus zwei goldenen Säulen, die als Joker beliebig in den Tempel eingebaut werden können, jedoch etwas kürzer sind als die Standardsäulen und so nicht als tragende Teile eingebaut werden können. Im Brettspielkalender 2018 erschien mit Menara: The Chameleon ein Tempelboden als Promo, der wie ein Chamäleon geformt ist. Der Boden hat auf der hellen Seite fünf mehrfarbige Felder, auf denen fünf verschiedenfarbige Säulen platziert werden müssen, und auf der dunkeln Seite fünf graue Felder, auf denen fünf gleichfarbige Säulen stehen müssen.
2019 erschien mit Menara: Rituals & Ruins eine erste große Erweiterung des Spiels mit neuen Tempelböden und Bauplankarten. Hinzu kamen besondere Ritualkarten, die jeweils für die laufende Runde die Regeln anpassen, sowie Szenarios für das Spiel. Zusätzliche Elemente sind zudem die „Tränen der Götter“, die in den Tempel eingebaut werden müssen, sowie die Schicksalkarten, die kommende Tempelböden vorbestimmen.

## Ausgaben und Rezeptionen
Das Spiel Menara wurde von dem Spieleautor Oliver Richtberg entwickelt und 2018 beim Zoch Verlag in einer multilingualen Version auf Deutsch, Englisch, Französisch und Italienisch veröffentlicht. Es erschienen zudem Versionen auf Niederländisch bei 999 Games, auf Koreanisch bei DiceTree Games, auf Chinesisch bei Swan Panasia und auf Japanisch bei Arclight.
Das Spiel wurde 2020 beim Niederländischen Spielepreis zusammen mit Wettlauf nach El Dorado und dem Kartenspiel Punktesalat nominiert, konnte sich jedoch nicht gegen Punktesalat durchsetzen.

## Belege
1. 1 2 3 4 5 6  Spielanleitung Menara, Zoch Games 2019.
2. ↑  Menara: The Golden Columns of Menara in der Spieledatenbank BoardGameGeek (englisch)
3. ↑  Menara: The Chameleon in der Spieledatenbank BoardGameGeek (englisch)
4. ↑  Menara: Rituals & Ruins in der Spieledatenbank BoardGameGeek (englisch)
5. ↑  Versionen von Menara in der Spieledatenbank BoardGameGeek (englisch); abgerufen am 19. September 2021.
6. ↑  Familieprijs 2020: nominaties auf denederlandsespellenprijs.nl, 7. November 2020; abgerufen am 19. September 2021.